# Michèle Le Dœuff
Michèle Le Dœuff, née en 1948 à Motreff, est une philosophe et féministe française.

## Aperçu biographique
Michèle Le Dœuff naît en 1948 dans le Finistère, à Motreff, au sein d'une famille dont les deux parents sont instituteurs, et dont la mère est très attachée à la réussite du fils aîné. Elle effectue des études secondaires à Quimper, puis après une préparation à Brest, entre à l'École normale supérieure de Fontenay-aux-Roses,. Influencée par sa rencontre  en 1968 avec Vladimir Jankélévitch, qui devient son directeur de maîtrise, elle s'oriente vers la philosophie morale.
Elle est agrégée de philosophie en 1971. Avec sa thèse « Recherches sur l’imaginaire philosophique », sous la direction d’Hélène Védrine, elle devient docteur en philosophie en 1980, à la Sorbonne.
Au cours des années 1970 elle milite au sein du Mouvement de libération des femmes et du Mouvement pour la liberté de l'avortement et de la contraception.
Elle devient  maître de conférences à l'École normale supérieure de Fontenay-Saint-Cloud. En 1983, elle rejoint le CNRS et alterne sa participation au CRAL (Centre de recherches sur les arts et le langage) avec sa chaire de  professeur ordinaire d'études féminines à l'Université de Genève et un poste de Weidenfeld visiting professor à l’Université d’Oxford en 2005-2006,,,. En 1993, elle est titulaire d'une habilitation à diriger des recherches, à l'université de Nanterre. Elle est également directrice de recherche au CNRS.
Dans L'Étude et le Rouet, elle forge le concept de Masculinisme (idéologie), par lequel elle désigne la création de concepts et de catégories de savoirs découpés sur les intérêts des hommes.

## Apports
Spécialiste de l'œuvre de Francis Bacon et autrice de nombreuses analyses beauvoiriennes, Michèle Le Dœuff a par ailleurs analysé les liens entre la tradition philosophique et la conception de la place des femmes dans la société. Elle a passé au crible la représentation des femmes dans les textes philosophiques. Elle a mis en évidence la contradiction  entre les buts de la philosophie et le fait  que les textes philosophiques soient restés longtemps le lieu d'un préjugé patriarcal profondément enraciné. Elle développe ainsi selon cet angle d'analyse une lecture politique des œuvres philosophiques,,.

## Publications

### Ouvrages
- Cheveux longs, idées courtes. Sexisme, philosophie et culture du viol, Paris, Payot, 2025.
- Le Sexe du savoir, Paris, Aubier, 1998[11],[12], réédité en mars 2000 chez Champs Flammarion puis réédité en 2023 par ENS éditions[13].
- L'Étude et le Rouet. Des femmes, de la philosophie, etc., Paris, du Seuil, 1989[8].
- L'Imaginaire philosophique, Payot, 1980.

### Traductions
- Du progrès et de la promotion des savoirs, Bacon, Tel Gallimard, 1991
- Vénus et Adonis, Shakespeare, suivi de Genèse d'une catastrophe, éditions Alidades, 1986
- La Nouvelle Atlantide Bacon, suivi de Voyage dans la pensée baroque, en collaboration avec Margaret Llasera, Payot 1983

### Articles
- « Irons-nous jouer dans l'île? », in Écrit pour Vl. Jankélévitch, Paris, Flammarion, 1978.
- « En torno en a la moral de Descartes », in Conocer Descartes y su obra, sous la dir. de Victor Gomez-Pin, Barcelone 1979.
- « Simone de Beauvoir et l'existentialisme », in Le Magazine littéraire, 1979.
- « La philosophie renseignée », in Philosopher, Paris, Fayard, 1980, (rééd. Press-Pocket 1991, et Rééd. Fayard, 2000).
- « Jankélévitch: sous le souffle du signe », in Critique, mai 1980.
- « Utopias: scholarly », in Social Research, special issue "Current French Philosophy", New-York 1982.
- « Texte français, "Utopies: scolaires" », in La Revue de Métaphysique et de Morale, 1983, no 2.
- « Quelle modernité philosophique? », in La Revue d'en-face, no 12, 1982.
- « Bacon et les sciences humaines », in  Le Magazine Littéraire, 1983, no 200.
- « L'idée d'un 'somnium doctrinae' chez Bacon et Kepler », in Revue des Sciences philosophiques et théologiques, 1983.
- « Degérando lecteur de Spinoza », in Les Cahiers de Fontenay, 1984.
- « Anche tu », catalogue de l'exposition Bernard Lajot, Athènes 1984 (bilingue).
- « L'Espérance dans la science », in Bacon, Science et Méthode, Paris, Vrin 1985.
- « Bacon chez les Grands au siècle de Louis XIII », in Francis Bacon, lessico e fortuna, Rome, Ateneo, 1985.
- « Un monde ou deux: convivance ou séparation », in Présences, Lausanne 1991.
- « Interpellation des politiques », Actes du colloque l'Europe&Elles, Paris 1991.
- « Gens de sciences: essai sur le déni de mixité », in Nouvelles Questions Féministes, 1992, vol. 13, no 1.
- « L'intégration dans les cursus universitaires des études sur les rapports entre femmes et hommes », in Études-Femmes, édité par Martine Chaponnière, Université de Genève, janvier 1993.
- « Chapitre "Bacon" », in Gradus Philosophique, sous la dir. de Monique Labrune et Laurent Jaffro, Flammarion, janvier 1994. Trad. brésilienne in A Construçào da filosofia ocidental Gradus Philosophicus, Sao Paulo, ed. Mandarim, 1996.
- « Les Ambigüités d'un ralliement », in Le Magazine Littéraire, 1994, trad. angl. dans vol. coll. dirigé par Margaret Simons, PennState University Press.
- « Douce France: réponse à Nicole Savy », Nouvelles Questions Féministes, 1994.